# Idaea intermedia
Idaea intermedia là một loài bướm đêm trong họ Geometridae.